# Campionati del mondo di atletica leggera indoor 1995 - 3000 metri piani maschili
I 3000 metri piani si sono tenuti il 10 e il 12 marzo 1995 presso lo stadio Palau Sant Jordi di Barcellona.

## Risultati

### Batterie
Qualificazione: i primi quattro di ogni batteria (Q) e i 4 seguenti migliori tempi (q) vanno in finale.

#### Batteria 1
Venerdì 10 marzo 1995
| Posizione | Corsia | Nome                  | Nazionalità | Tempo   | Note |
| --------- | ------ | --------------------- | ----------- | ------- | ---- |
| 1         | -      | Gennaro Di Napoli     | Italia      | 7'56"47 | Q    |
| 2         | -      | Ovidiu Olteanu        | Romania     | 7'56"75 | Q    |
| 3         | -      | Mohamed Suleiman      | Qatar       | 7'56"78 | Q    |
| 4         | -      | Anacleto Jiménez      | Spagna      | 7'56"94 | Q    |
| 5         | -      | Brahim Jabbour        | Marocco     | 7'57"32 | q    |
| 6         | -      | Reuben Reina          | Stati Uniti | 7'58"28 | q    |
| 7         | -      | Réda Benzine          | Algeria     | 7'58"50 | q    |
| 8         | -      | Cândido Maia          | Portogallo  | 8'00"79 |      |
| 9         | -      | Ahmed Ibrahim Warsama | Qatar       | 8'03"06 |      |
| 10        | -      | Mahmoud Kalboussi     | Tunisia     | 8'05"60 |      |
| 11        | -      | Mirko Döring          | Germania    | 8'05"98 |      |

#### Batteria 2
| Posizione | Corsia | Nome              | Nazionalità | Tempo   | Note             |
| --------- | ------ | ----------------- | ----------- | ------- | ---------------- |
| 1         | -      | Shaun Creighton   | Australia   | 7'57"35 | Q                |
| 2         | -      | John Mayock       | Regno Unito | 7'57"91 | Q                |
| 3         | -      | Frank O'Mara      | Irlanda     | 7'58"11 | Q                |
| 4         | -      | Isaac Viciosa     | Spagna      | 7'58"11 | Q                |
| 5         | -      | Mohamed Belabbes  | Algeria     | 7'58"74 | q                |
| 6         | -      | Jacky Carlier     | Francia     | 7'59"42 |                  |
| 7         | -      | João N'Tyamba     | Angola      | 8'03"93 |                  |
| 8         | -      | Ronnie Harris     | Stati Uniti | 8'05"40 |                  |
| 9         | -      | Sipho Dlamini     | eSwatini    | 8'09"99 | Record nazionale |
| 10        | -      | Marcelo Cascabelo | Argentina   | 8'14"97 |                  |
| -         | -      | Philemon Hanneck  | Zimbabwe    | dns     |                  |

### Finale
| Record mondiale       | Moses Kiptanui | 7'35"15 | Gent     | 12 febbraio 1995 |
| Record dei Campionati | Frank O'Mara   | 7'41"14 | Siviglia | 10 marzo 1991    |
| Capolista stagionale  | Moses Kiptanui | 7'35"15 | Gent     | 12 febbraio 1995 |

Domenica 12 marzo 1995, ore 19:35.
| Pos.    | Corsia | Atleta            | Età | Nazione     | Tempo   | Note |
| ------- | ------ | ----------------- | --- | ----------- | ------- | ---- |
| Oro     | -      | Gennaro Di Napoli | 27  | Italia      | 7'50"89 |      |
| Argento | -      | Anacleto Jiménez  | 28  | Spagna      | 7'50"98 |      |
| Bronzo  | -      | Brahim Jabbour    | 24  | Marocco     | 7'51"42 |      |
| 4       | -      | Mohamed Suleiman  | 25  | Qatar       | 7'51"73 |      |
| 5       | -      | John Mayock       | 24  | Regno Unito | 7'51"86 |      |
| 6       | -      | Reuben Reina      | 27  | Stati Uniti | 7'53"86 |      |
| 7       | -      | Shaun Creighton   | 27  | Australia   | 7'54"46 |      |
| 8       | -      | Isaac Viciosa     | 25  | Spagna      | 8'01"00 |      |
| 9       | -      | Ovidiu Olteanu    | 24  | Romania     | 8'02"89 |      |
| 10      | -      | Réda Benzine      | 23  | Algeria     | 8'03"60 |      |
| 11      | -      | Mohamed Belabbes  | 29  | Algeria     | 8'05"73 |      |
| 12      | -      | Frank O'Mara      | 34  | Irlanda     | dns     |      |